# اهویرن
اهویرن (به لاتین: Ahwiren) یک منطقهٔ مسکونی در غنا است که در منطقه آشانتی واقع شده‌است.